# Bitwa o Bataan
Bitwa o Bataan – starcie zbrojne stoczone przez Stany Zjednoczone i Wspólnotę Filipin przeciwko Japonii podczas II wojny światowej. Bitwa ta stanowiła najbardziej intensywną fazę japońskiej inwazji na Filipiny na początku wojny na Pacyfiku.
Po zbombardowaniu amerykańskiej bazy morskiej w Pearl Harbor, w styczniu 1942 roku siły Cesarskiej Armii Japońskiej i Marynarki Wojennej dokonały inwazji na Luzon i kilka innych wysp Filipin, będących wówczas pod kontrolą Stanów Zjednoczonych.
Główny dowódca sił amerykańskich i filipińskich na Archipelagu Filipińskim, gen. Douglas MacArthur, skonsolidował wszystkie swoje jednostki z Luzonu na półwyspie Bataan, aby tam wydać walną bitwę armii japońskiej. W tym czasie Japończycy kontrolowali niemal całą Azję Południowo-Wschodnią. Półwysep Bataan i pobliska wyspa Corregidor były jedynymi pozostałymi twierdzami aliantów w tej części świata.
Pomimo braku zaopatrzenia, siły amerykańskie i filipińskie zdołały walczyć z Japończykami przez trzy miesiące, angażując ich początkowo w odwrót bojowy na południe. Opóźnienie kosztowało Japończyków cenny czas i uniemożliwiło im natychmiastowe zwycięstwo na Pacyfiku. Po całkowitym wyczerpaniu zapasów na Bataanie poddało się 76 000 żołnierzy, co było największą kapitulacją w historii wojskowości amerykańskiej i filipińskiej oraz największą kapitulacją Armii Stanów Zjednoczonych od czasu bitwy o Harpers Ferry w wojnie secesyjnej. Niedługo później amerykańscy i filipińscy jeńcy wojenni zostali zmuszeni do przejścia w Bataańskim Marszu Śmierci.

## Tło
W 1936 roku MacArthur został mianowany marszałkiem polowym armii filipińskiej, z zadaniem stworzenia skutecznych sił obronnych przed planowanym uzyskaniem pełnej niepodległości przez Filipiny w 1946 roku. Szef sztabu Armii USA, gen. George Marshall, zamierzał uczynić Filipiny obronną twierdzą: „...czuliśmy, że możemy zablokować postęp Japończyków i uniemożliwić im wejście do wojny przez ich strach przed tym, co się stanie, jeśli nie uda im się zdobyć Filipin...”. MacArthur przewidywał, że będzie potrzebował czasu do kwietnia 1942 roku na wyszkolenie i wyposażenie gotowych do walki sił.
26 lipca 1941 roku MacArthur został ponownie powołany do czynnej służby w Armii USA i otrzymał stopień generała porucznika. W sierpniu MacArthur powołał do służby po jednym pułku dla każdej z dziesięciu dywizji rezerwowych i wcielił je do Sił Zbrojnych USA. 27 listopada otrzymał zawiadomienie: „Japońskie przyszłe działania są nieprzewidywalne, ale wrogie działania są możliwe w każdej chwili. Jeśli działań wojennych nie da się, powtarzam, nie da się uniknąć, Stany Zjednoczone pragną, aby Japonia zrobiła pierwszy krok”. 18 grudnia, dziesięć dni po rozpoczęciu działań wojennych na Pacyfiku, MacArthur wcielił pozostałych rezerwistów. Filipińska armia składała się ze 120 000 ludzi, z czego 76 750 znajdowało się na Luzonie. 24 grudnia, gdy japońska 14 Armia Obszarowa gen. Masaharu Hommy posuwała się naprzód, a North Luzon Force gen. Jonathana Wainwrighta wycofywały się, MacArthur wydał rozkaz swojej kwaterze głównej Far East Air Force, aby skierowała się na południe w kierunku półwyspu Bataan. To skłoniło gen. Lewisa Breretona do porzucenia Clark Field, Nichols Field, Fort William McKinley i Nielson Field na rzecz żwirowych lotnisk w Pilar, na Bataanie, w Cabcaben i Mariveles. Pod koniec roku na półwyspie stacjonowało 15 000 Amerykanów, 65 000 Filipińczyków, przebywało tam też 26 000 cywilnych uchodźców. Do końca roku zgromadzono lub wysłano odpowiednią ilość amunicji, ale zapasy żywności stanowiły ekwiwalent zaledwie około dwumiesięcznego zapotrzebowania, znacznie poniżej 6 miesięcy zakładanych w planach przedwojennych.
W ostatniej skoordynowanej akcji Far East Air Force samoloty amerykańskie uszkodziły dwa japońskie transportowce i niszczyciel oraz zatopiły jeden trałowiec. Te ataki powietrzne i działania morskie nie opóźniły jednak znacząco japońskiego ataku.

### War Plan Orange
Zanim MacArthur powrócił do czynnej służby, w kwietniu 1941 roku zostały ukończone najnowsze plany rewizji obrony Archipelagu Filipińskiego, nazwane WPO-3, opracowane na podstawie wspólnego planu wojennego Armii i Marynarki Wojennej War Plan Orange z 1938 roku, który obejmował działania wojenne między Stanami Zjednoczonymi a Japonią . Zgodnie z WPO-3 filipiński garnizon miał bronić wejścia do Zatoki Manilskiej i uniemożliwić jego wykorzystanie japońskim siłom morskim, a siły lądowe miały zapobiec lądowaniu wroga. W przypadku niepowodzenia siły obronne miały wycofać się na półwysep Bataan, który uznawano za klucz do kontrolowania Zatoki Manilskiej. Ta pozycja miała być broniona do „ostatniej szansy” . Oprócz regularnych oddziałów armii amerykańskiej plan obrony miał opierać się na armii filipińskiej, która została zorganizowana i wyszkolona przez generała MacArthura .
Jednak w kwietniu 1941 roku US Navy oszacowała, że Flota Pacyfiku będzie potrzebowała co najmniej dwóch lat, aby przebić się przez Ocean Spokojny. Planiści armii na początku 1941 roku uważali, że zapasy wyczerpią się w ciągu sześciu miesięcy, a garnizon upadnie . MacArthur objął dowództwo nad armią aliancką w lipcu 1941 roku i odrzucił plan WPO-3 jako defetystyczny, preferując bardziej agresywny kurs działań. Zalecił między innymi strategię obrony wybrzeża, która obejmowała cały archipelag. Jego zalecenia zostały uwzględnione w planie, który ostatecznie został zatwierdzony . Za zgodą Waszyngtonu wdrożono War Plan Rainbow 5, który zakładał obronę całego archipelagu, a niezbędne zaopatrzenie rozproszono za przyczółkami, tak aby siły obronne mogły z niego korzystać podczas obrony przed lądowaniem. Wraz z powrotem do War Plan Orange 3, niezbędne zaopatrzenie na przewidywaną sześciomiesięczną obronę nie było dostępne w odpowiednich ilościach dla obrońców, którzy mieli się wycofać na półwysep Bataan.

## Bitwa
Kiedy Japończycy dokonali pierwszych lądowań 10 i 12 grudnia na północnych i południowych krańcach Luzonu, MacArthur nie miał zamiaru stawiać im oporu. Słusznie przypuszczał, że lądowania te miały na celu stworzenie wysuniętych baz lotniczych i że Japończycy nie mieli zamiaru nacierać na Manilę z żadnego z tych przyczółków. Nie uważał sytuacji za wystarczająco poważną, aby uzasadniała ona zmianę planu poprzez obronę na plażach. Plan MacArthura pozostał zatem w mocy .
20 grudnia okręt podwodny USS „Stingray” zauważył duży konwój statków transportowych z eskortą. Były to wojska desantowe generała Hommy, w skład których wchodziło 85 transportowców, dwa pancerniki, sześć krążowników i dwa tuziny niszczycieli. Konwój został zaatakowany przez trzy okręty podwodne: USS „Stingray”, USS „Saury” i USS „Salmon”, które wystrzeliły w konwój wiele torped, jednak większość z nich nie eksplodowała z powodu wadliwych detonatorów torped Mark XIV. W sumie zatopiono tylko dwa statki transportowe, po czym japońskie niszczyciele przegoniły amerykańskie okręty podwodne .

### Walka w odwrocie

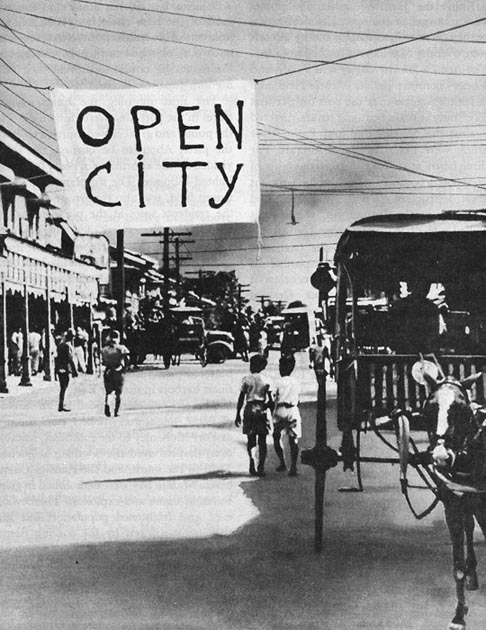
Japońskie wojska zajmują Manilę bez oporu, ponieważ została ogłoszona miastem otwartym, aby uniknąć jej zniszczenia, 2 stycznia 1942

MacArthur zamierzał przemieścić swoich ludzi z ich sprzętem i zaopatrzeniem w dobrym stanie na pozycje obronne. Obarczył on North Luzon Force pod dowództwem Wainwrighta zadaniem powstrzymania głównego japońskiego ataku i utrzymania drogi na Bataan otwartej dla South Luzon Force gen. mjr. George’a Parkera, które postępowały szybko i w zadziwiająco dobrym porządku, biorąc pod uwagę chaotyczną sytuację. Aby wykonać zadanie, Wainwright rozmieścił swoje siły w serii pięciu linii obronnych przedstawionych w WPO-3:
- D1: z Aguilar przez San Carlos do Urdaneta
- D2: rzeka Agno
- D3: z Santa Ignacia przez Gerona i Guimba do San Jose
- D4: z Tarlac do Cabanatuan
- D5: z Bamban do Sibul Springs

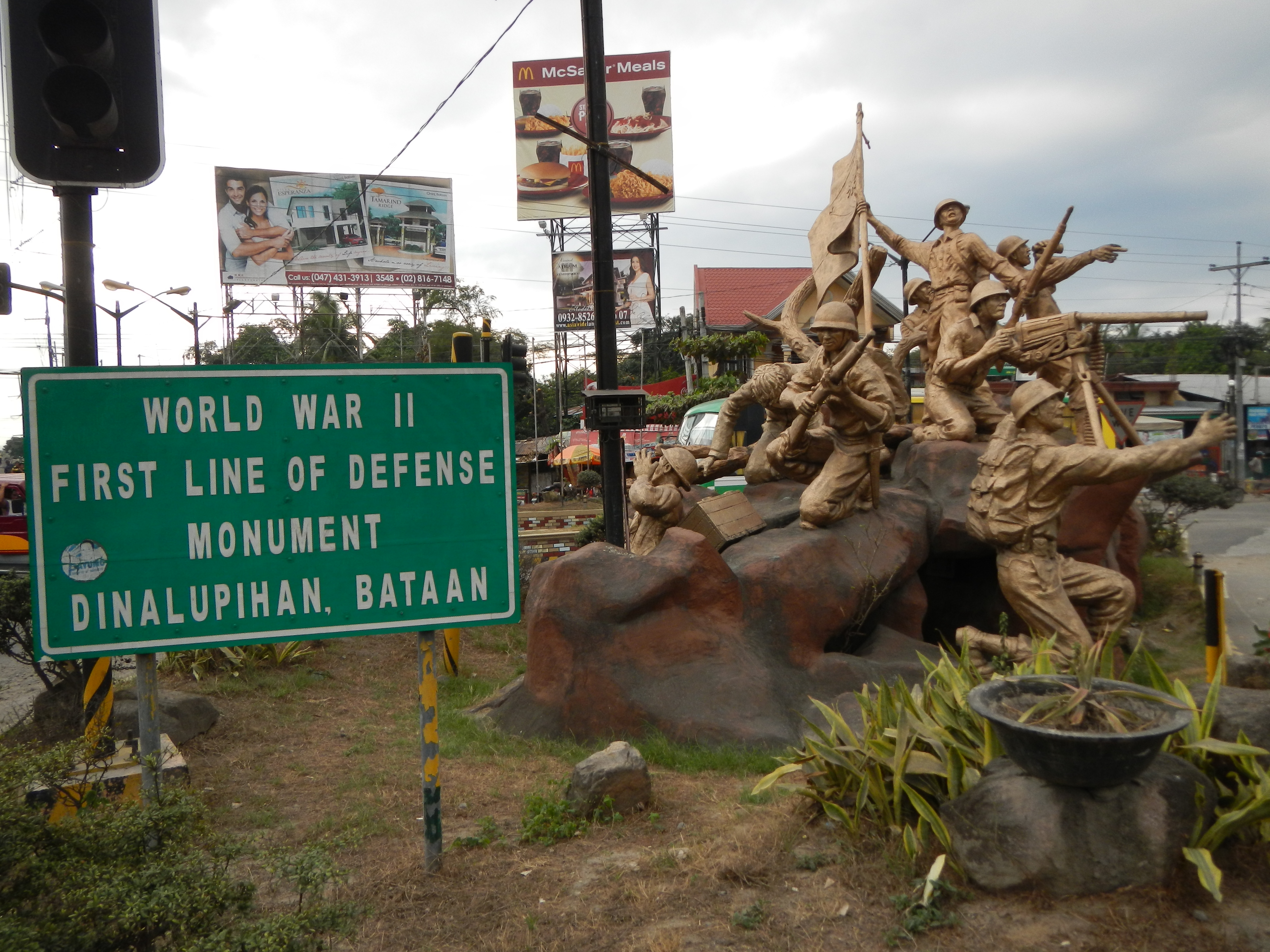
Pomnik w miejscu przebiegu pierwszej linii obrony na Bataanie w Dinalupihan

Główne siły 14 Armii Obszarowej Hommy wylądowały w Zatoce Lingayen rano 22 grudnia. Obrońcy nie zdołali utrzymać plaż. Pod koniec dnia Japończycy zdobyli większość swoich celów i byli na pozycji wyjściowej na centralną równinę . Naprzeciwko wojsk Hommy stanęły cztery filipińskie dywizje: 21., 71., 11. i 91., a także batalion filipińskich zwiadowców wspierany przez kilka czołgów . Wzdłuż autostrady nr 3 – brukowanej drogi prowadzącej bezpośrednio do Manili  – Japończycy wkrótce nawiązali kontakt z filipińską 71 Dywizją. Szybka reakcja amerykańskiej artylerii zatrzymała japoński atak. Jednak japońskie samoloty i czołgi wkraczające do akcji rozgromiły filipińską piechotę, pozostawiając artylerię bez osłony . Druga japońska dywizja wylądowała w zatoce Lamon, na południe od Manili, 23 grudnia i ruszyła na północ .
Dla Wainwrighta stało się oczywiste, że nie będzie już w stanie powstrzymać japońskiego natarcia. Późnym popołudniem 23 grudnia zadzwonił do kwatery głównej MacArthura w Manili i poinformował go, że dalsza obrona plaż Lingayen jest „niepraktyczna”. Poprosił o pozwolenie na wycofanie się za rzekę Agno i je otrzymał . MacArthur rozważał dwie opcje: prowadzić stanowczą obronę na linii Agno i oddać Wainwrightowi jego najlepszą jednostkę, Dywizję Filipińską, do kontrataku; albo wycofać się aż na Bataan w zaplanowanych etapach. Zdecydował się na to drugie, porzucając tym samym własny plan obrony i wracając do starego planu Orange. Po podjęciu decyzji o wycofaniu się na półwysep, MacArthur powiadomił wszystkich dowódców w nocy 23 grudnia, że „WPO-3 pozostaje w mocy” .
Tymczasem w nocy 24 grudnia Manuel Luis Quezon, prezydent Wspólnoty Filipin, wraz z rodziną i personelem rządowym zostali ewakuowani na wyspę Corregidor, tak samo jak kwatera główna MacArthura United States Army Forces in the Far East (USAFFE), podczas gdy cały personel wojskowy USAFFE został usunięty z głównych obszarów miejskich. 26 grudnia Manila została oficjalnie ogłoszona miastem otwartym, a proklamacja MacArthura została opublikowana w gazetach i wyemitowana przez radio. Japończycy nie zostali oficjalnie powiadomieni o proklamacji, ale dowiedzieli się o niej za pośrednictwem audycji radiowych. Następnego dnia i później Japończycy zbombardowali obszar portu, z którego wysyłano zaopatrzenie na Bataan i Corregidor .

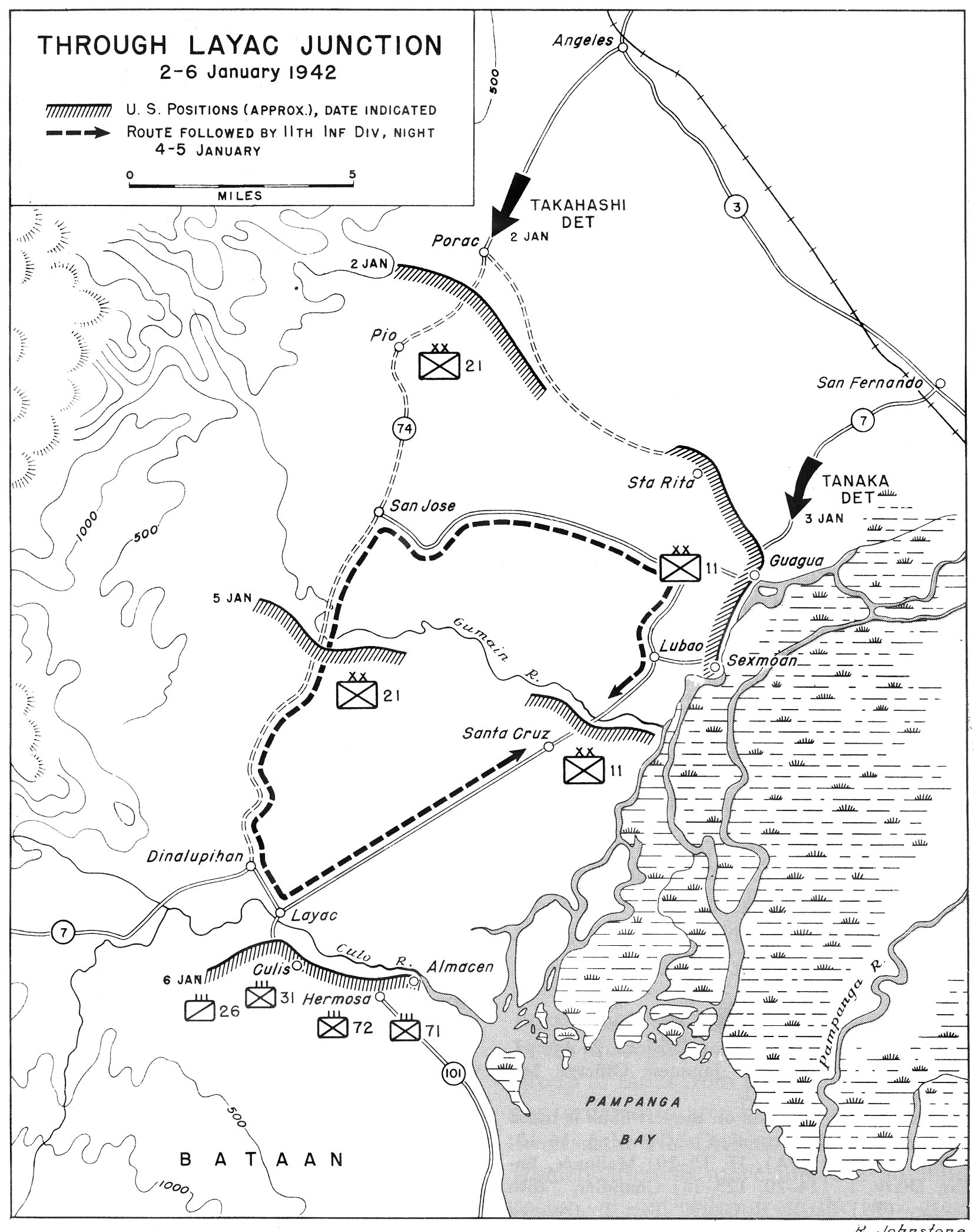
Obrona podejścia Layac Junction do Bataan, 2–6 stycznia 1942

Gdy MacArthur koncentrował South Luzon Force na półwyspie Bataan i przygotowanych pozycjach obronnych, North Luzon Force opóźniały japońskie natarcie z północy. Jednak główne siły japońskiej 14 Armii, liczące 60 000 ludzi, koncentrowały się na zdobyciu Manili. Tylko dwa wzmocnione japońskie pułki, 9 Pułk Piechoty i 2 Pułk Piechoty Formosa, posuwały się w kierunku Bataanu.

#### Linia Porac – Guagua

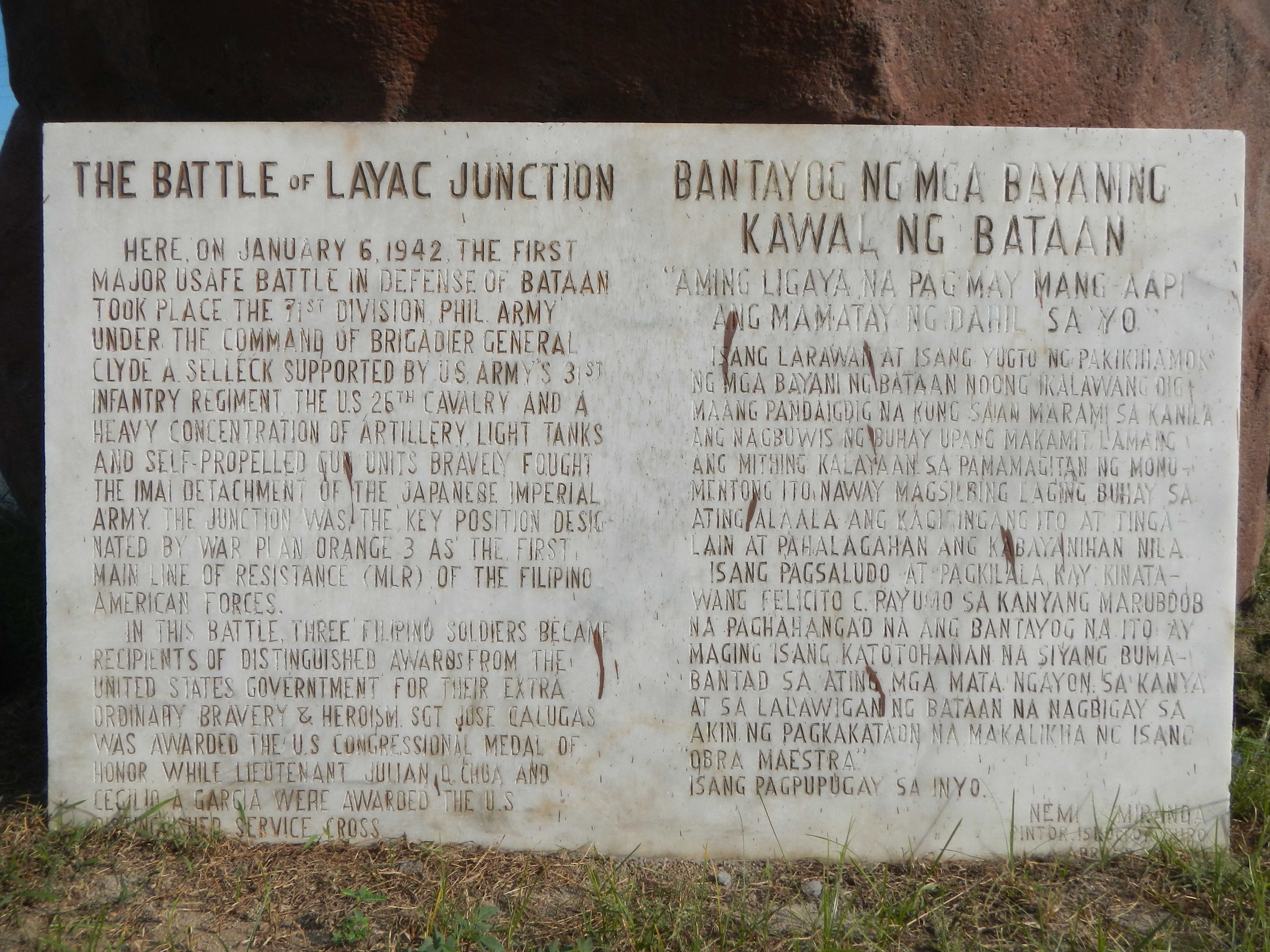
Znacznik w miejscu przebiegu linii Porac – Guagua, 6 stycznia 1942

W ciągu pierwszych kilku dni stycznia 1942 roku 11 Dywizja gen.-bryg. Williama E. Broughera i 21 Dywizja gen.-bryg. Mateo Capinpina, wspierane przez 26 Pułk Kawalerii, toczyły walkę opóźniającą wzdłuż linii Guagua – Porac. Począwszy od popołudnia 2 stycznia japoński 9 Pułk Piechoty stopniowo wypierał 21 Dywizję na południe od Porac do nowych linii obronnych na południe od rzeki Gumain, które zostały obsadzone do 4 stycznia. Począwszy od 3 stycznia japoński 2 Pułk Piechoty Formosa spychał 11 Pułk Piechoty na południe od Guagua, następnie do Lubao, a następnie do rzeki Gumain do 5 stycznia. 5 i 6 stycznia 21. i 11 Dywizja przekroczyły rzekę Culo, przechodząc na półwysep Bataan.

#### Linia Layac
Gen.-bryg. Clyde A. Selleck otrzymał zadanie ustanowienia i utrzymania pozycji obronnej w Layac. Miał utrzymać tę pozycję przez kilka dni, umożliwiając przygotowanie linii Abucay. Selleckowi przydzielono cztery pułki do tego zadania: amerykański 31 Pułk Piechoty i zwiadowczy 26 Pułk Kawalerii oraz filipińskie 71. i 72 Pułk Piechoty z 71 Dywizji. Jednostki te zajęły pozycję 3 stycznia, a 6 stycznia zostały zaatakowane przez jednostki z Oddziału Imai dowodzonego przez Hifumi Imai. Ponieważ w ciągu dnia przybyło więcej Japończyków, Parker udzielił Selleckowi pozwolenia na wycofanie się w nocy.

#### Linia Abucay – Mauban

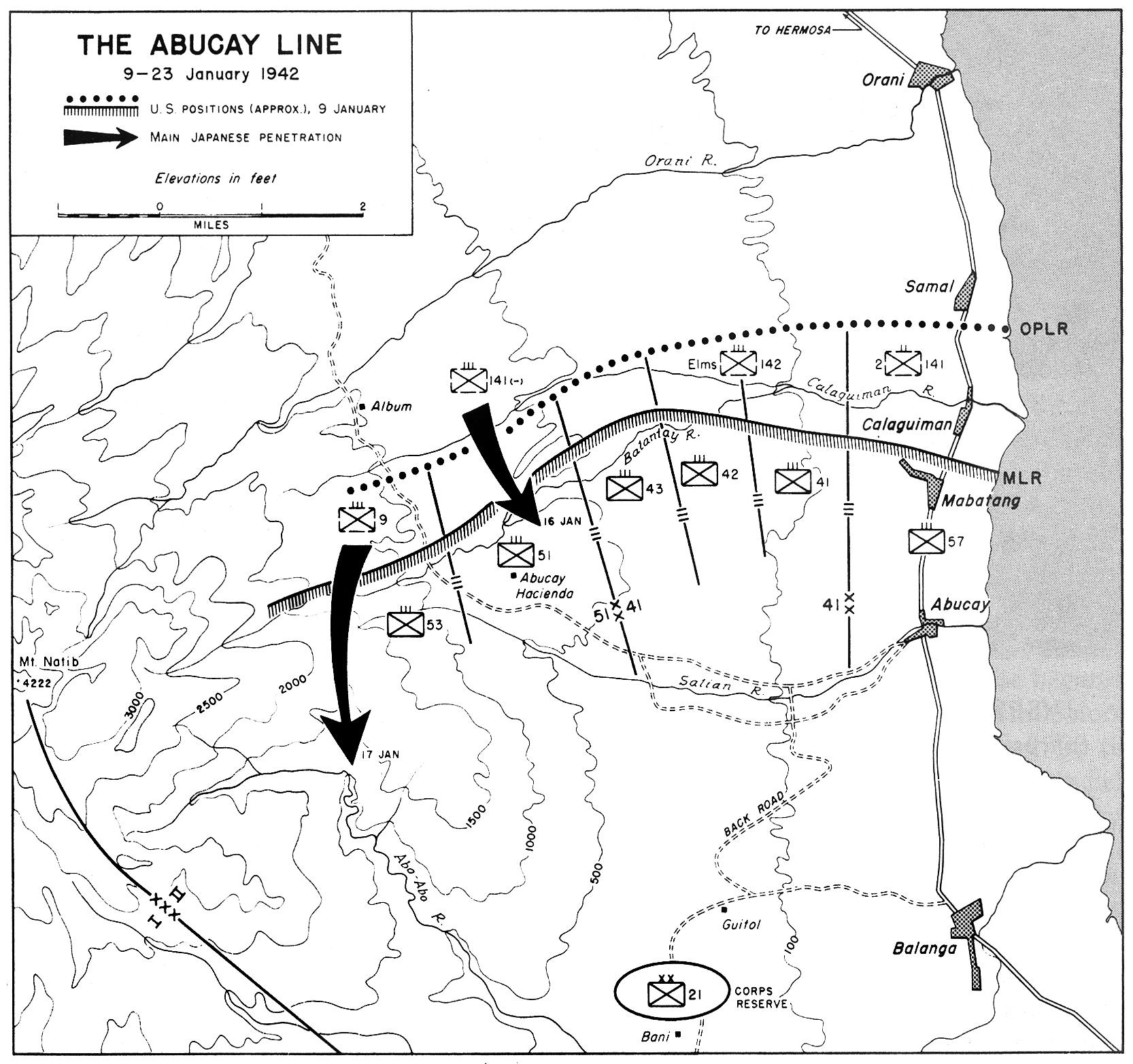
Linia Abucay, 9–23 stycznia 1942

Dwie oddzielne linie obronne przecinały półwysep Bataan. Były to linia Mauban o długości 7300 m utrzymywana przez I Korpus Filipiński na zachodzie i linia Abucay o długości 14 000 m utrzymywana przez II Korpus Filipiński na wschodzie. Wainwright dowodził I Korpusem Filipińskim liczącym 22 500 żołnierzy. I Korpus obejmował 1 Dywizję Regularną gen. Fidela Segundo, 31 Dywizję gen.-bryg. Clifforda Bluemela, 91 Dywizję gen.-bryg. Luthera R. Stevensa i 26 Pułk Kawalerii. Parker dowodził II Korpusem Filipińskim liczącym 25 000 żołnierzy. II Korpus obejmował 11. i 21 Dywizję, 41 Dywizję gen.-bryg. Vicente de Lima, 51 Dywizję gen.-bryg. Alberta M. Jonesa i 57 Pułk Piechoty. Obronę przeciwlotniczą zapewniał 515 Pułk Artylerii Nadbrzeżnej i 200 Pułk Piechoty, natomiast wsparcie czołgów stanowiły 192. i 194. batalion czołgów. Góra Natib (1287 m) i Góra Silanganan (1100 m) rozdzielały dwa korpusy wzdłuż środka półwyspu. Dowódcy uznali, że górzysty teren jest nie do przebycia, więc oba korpusy nie miały ze sobą bezpośredniego kontaktu, co stanowiło poważne osłabienie obrońców.
Alianci stanęli naprzeciwko 65 Brygady Akiry Nary, która pierwotnie miała pełnić jedynie obowiązki garnizonowe, ponieważ jej 48 Dywizja została wysłana naJawę. Tak więc Japończycy mieli 23 222 żołnierzy na Bataanie przeciwko 15 000 Amerykanów i 65 000 Filipińczyków. 10 stycznia MacArthur odwiedził swoje wojska na Bataanie pomiędzy Limay a Abucay na East Road, próbując podnieść morale. Po wizytacji zapytał retorycznie: „Czy ktoś tutaj chce się ze mną założyć o pięćdziesiąt dolarów, że wrócimy do Manili przed Wielkanocą?”.
Planowany atak Nary na II Korpus polegał na użyciu 141 Pułku Piechoty na jego wschodnim skrzydle przeciwko 57 Pułkowi Piechoty, a następnie użyciu 9 Pułku Piechoty na jego zachodniej flance w próbie przytłoczenia lewej flanki II Korpusu. W rezerwie Nara trzymał 142 Pułk Piechoty.

### Abucay

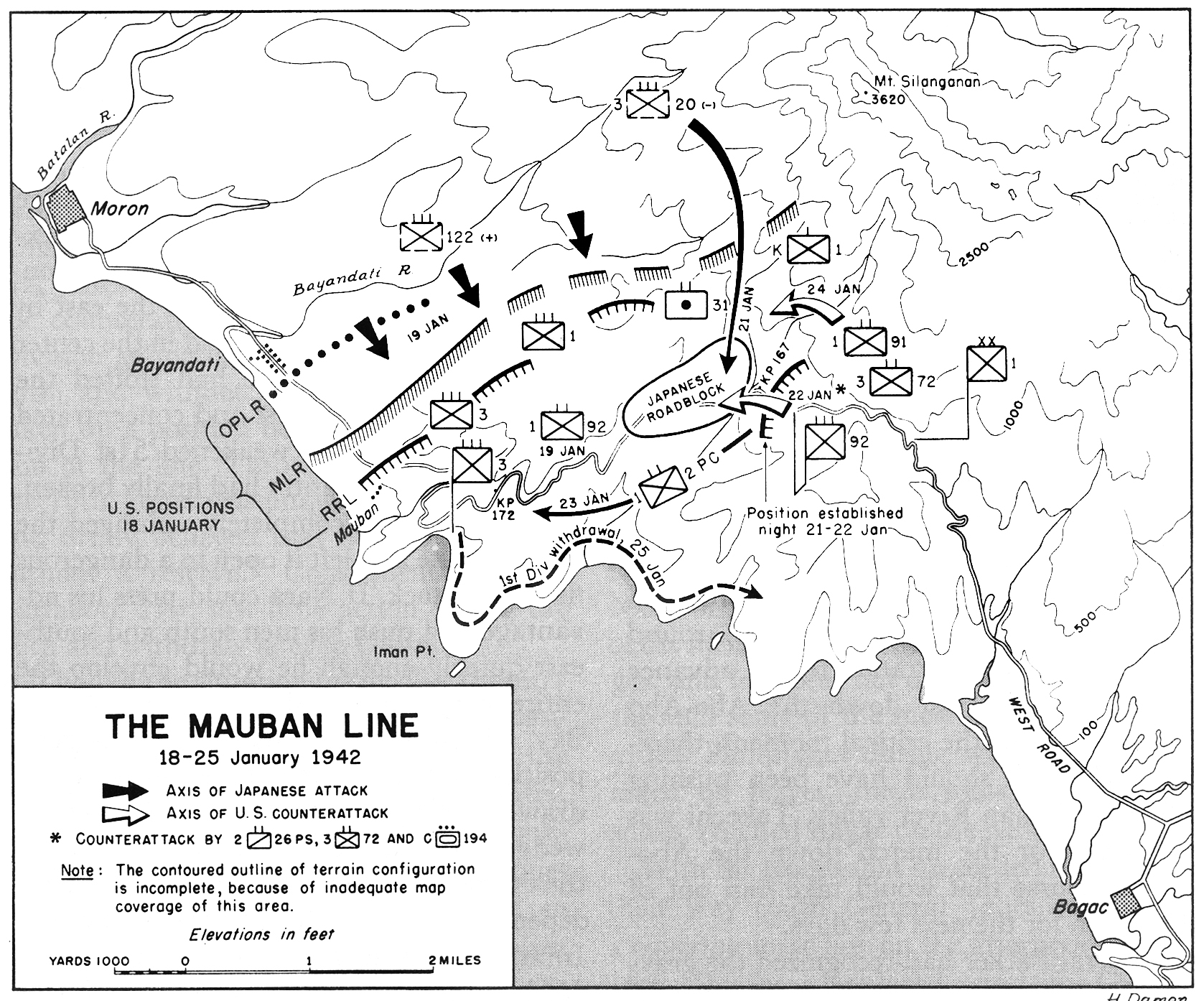
Pozycje linii Maubana, 18–25 stycznia 1942

9 stycznia Nara rozpoczął atak, koncentrując się na 57 Pułku Piechoty i dotarł do głównej linii oporu 11 stycznia. 12 stycznia Parker był zmuszony zaangażować swoją rezerwę w postaci 21 Pułku Piechoty w celu wsparcia 57 Pułku. Również 12 stycznia 52 Pułk Piechoty gen.-bryg. Virgilio N. Cordero Jr. „Bicol's Own” został przesunięty do przodu, aby załatać lukę, która powstała na prawym skrzydle 51 Dywizji. Do 14 stycznia 31 Dywizja została przeniesiona z I Korpusu Wainwrighta do II Korpusu Parkera w celu wzmocnienia 41 Dywizji. Richard J. Marshall, zastępca szefa sztabu MacArthura z Signal Hill w Mt. Mariveles, zaniepokojony luką między I a II Korpusem, wydał rozkaz filipińskiej dywizji gen.-bryg. Maxona S. Lougha, składającej się z 45 Zwiadowczego Pułku Piechoty i amerykańskiego 31 Pułku Piechoty, na linię frontu.

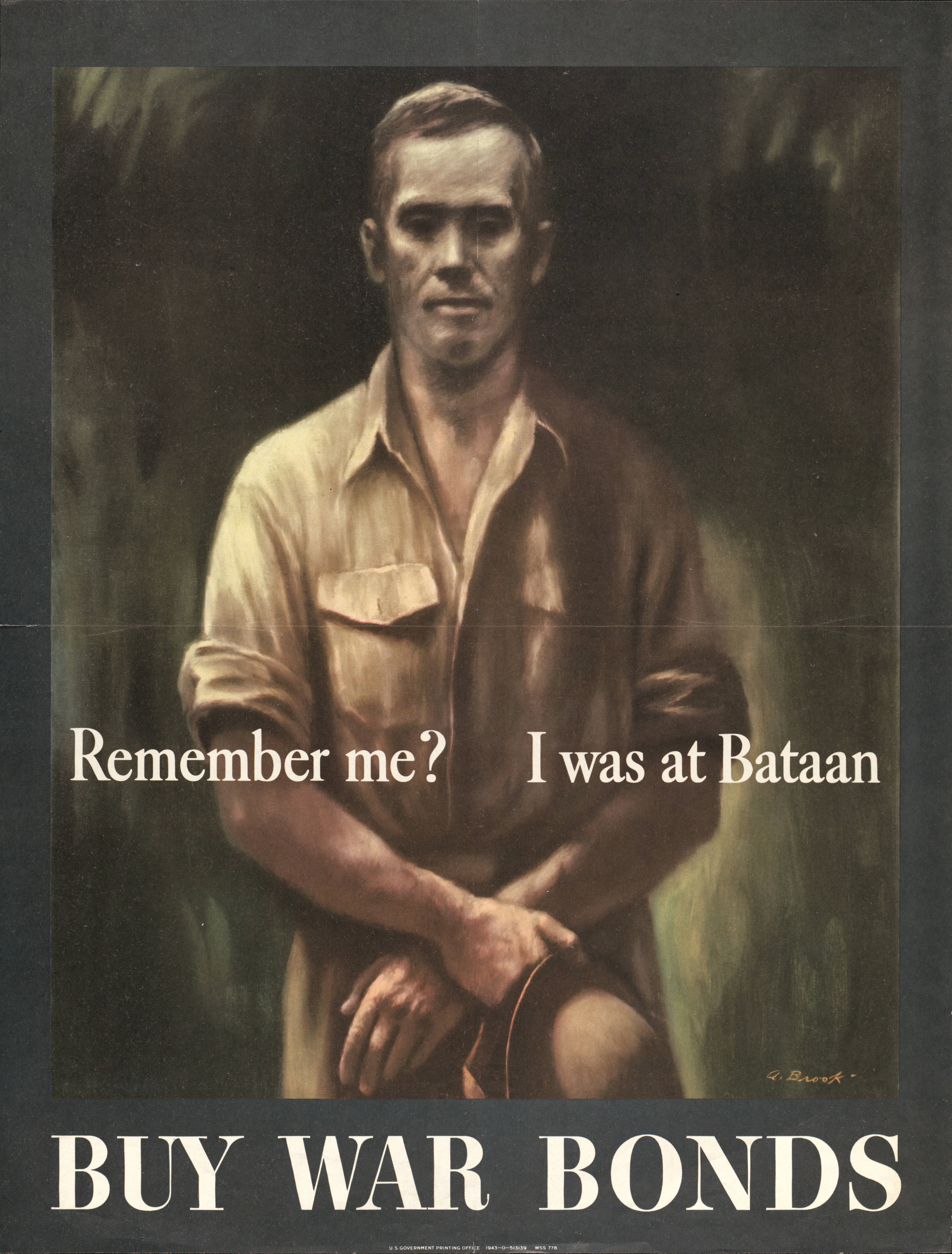
Plakat reklamujący obligacje wojenne z 1943 roku autorstwa Alexandra Brooka, przypominający bohaterski czyn Alexandra R. Niningera w bitwie o Bataan

12 stycznia, pośród zaciętych walk, ppor. Alexander R. Nininger, dowódca plutonu w 57 Pułku Piechoty, poświęcił swoje życie, gdy uzbrojony jedynie w karabin i granaty ręczne, wtargnął do wrogich okopów i podjął beznadziejną walkę wręcz, pozwalając swojej jednostce odbić Abucay Hacienda; za swoje czyny został pośmiertnie odznaczony Medalem Honoru. Innego aktu wyjątkowej odwagi dokonał filipiński żołnierz Narciso Ortilano. Obsługiwał on chłodzony wodą ciężki karabin maszynowy, gdy Japończycy wyskoczyli z trzcinowiska w szarży banzai. Zastrzelił kilkudziesięciu atakujących, a gdy karabin maszynowy się zaciął, wyciągnął swojego Colta M1911 i oddał z niego pięć strzałów, gdy i ta broń się zacięła. Następnie, gdy jeden japoński żołnierz dźgnął go bagnetem, a drugi atakował od tyłu, rozpaczliwie próbował złapać jego broń, co kosztowało go utratę kciuka, lecz w końcu wyrwał Japończykowi karabin, kierując jego bagnet w klatkę piersiową drugiego przeciwnika. Kiedy pierwszy Japończyk uciekał bez broni, Ortilano skierował odebrany mu karabin w jego stronę i zastrzelił go. Za bohaterstwo otrzymał Krzyż Wybitnej Służby.
15 stycznia MacArthur wydał swoim żołnierzom następujące oświadczenie: „Pomoc ze Stanów Zjednoczonych jest w drodze, wysyłane są tysiące żołnierzy i setki samolotów. Konieczne jest, aby nasze wojska utrzymały się do czasu przybycia posiłków. Dalszy odwrót nie jest możliwy”.
16 stycznia 51 Dywizja Jonesa otrzymała od Parkera rozkaz kontrataku. Jednak atak ten został odparty przez japoński 141 Pułk Piechoty, a na lewym skrzydle przez 9 Pułk Piechoty. W efekcie, w linii Abucay powstała luka, której jednak Japończycy nie zdołali wykorzystać. Zamiast tego 141 Pułk odwrócił się i zaatakował 41 Dywizję, podczas gdy 9 Pułk zawrócił na Górę Natib. 53 Pułk Piechoty Johna R. Boatwrighta, na lewym skrzydle 51 Dywizji, otrzymał rozkaz wycofania się na południe i nawiązania kontaktu z I Korpusem. Pod koniec dnia 51 Dywizja była poza walką. Jednak 41 Dywizja trzymała się twardo na swoich pozycjach. Do 18 stycznia Japończycy zawiesili atak, a 7 Pułk Czołgów i cztery bataliony artylerii zostały zabrane spod dowództwa Nary.
17 stycznia MacArthur wysłał przez radio komunikat do Waszyngtonu: „Sytuacja żywnościowa tutaj staje się poważna”. 17 stycznia 31 Pułk Piechoty otrzymał rozkaz przywrócenia głównej linii, a następnie został zastąpiony przez 11 Dywizję. 45 Pułk Piechoty dołączył do ataku następnego dnia, ale obie jednostki poczyniły niewielkie postępy, podczas gdy Japończycy nasilili swoje ataki. Straty rosły po obu stronach i 22 stycznia filipińska dywizja wróciła na pozycje z 19 stycznia. Bardziej niepokojące było to, że japoński 9 Pułk Piechoty poczynił postępy wzdłuż zbocza Góry Natib i zeszła do Guitol, za liniami II Korpusu.

#### Mauban
10 stycznia Japończycy zajęli Olongapo i wyspę Grande. 15 stycznia Homa przekazał odpowiedzialność za zachodni Bataan oddziałowi Naoki Kimury, składającemu się ze 122 Pułku Piechoty bazującego na West Road i 20 Pułku Piechoty na flance wewnętrznej wzdłuż Góry Silanganan. Wainwright dowodził 1. i 91 Dywizją, po odejściu 31 Dywizji do II Korpusu, i 26 Pułkiem Kawalerii. 16 stycznia Japończycy zaatakowali Moron, zmuszając Wainwrighta do rozstawienia 72 Pułku Piechoty okrakiem na drodze Pilar – Bagac za główną linią obronną. 20 stycznia, podczas gdy japoński 122 Pułk Piechoty zaatakował 1 Dywizję, 20 Pułk Piechoty przebił się przez wschodnią flankę Wainwrighta i do 21 stycznia ustawił blokadę drogową na drodze zachodniej. Oddziały na północ od blokady nie otrzymywały już więcej dostaw żywności i amunicji.
22 stycznia MacArthur nakazał wycofanie się na drogę Pilar – Bagac, powołując się na „wrogą penetrację przez centrum głównej pozycji bojowej...”. 25 stycznia I Korpus rozpoczął odwrót. Żołnierze na północ od blokady drogowej, prowadzeni przez gen. mjr. Kearie Berry’ego, podążali wzdłuż wybrzeża do Bagac, ale zostali zmuszeni do porzucenia ciężarówek i artylerii.

### Bitwa o Punkty

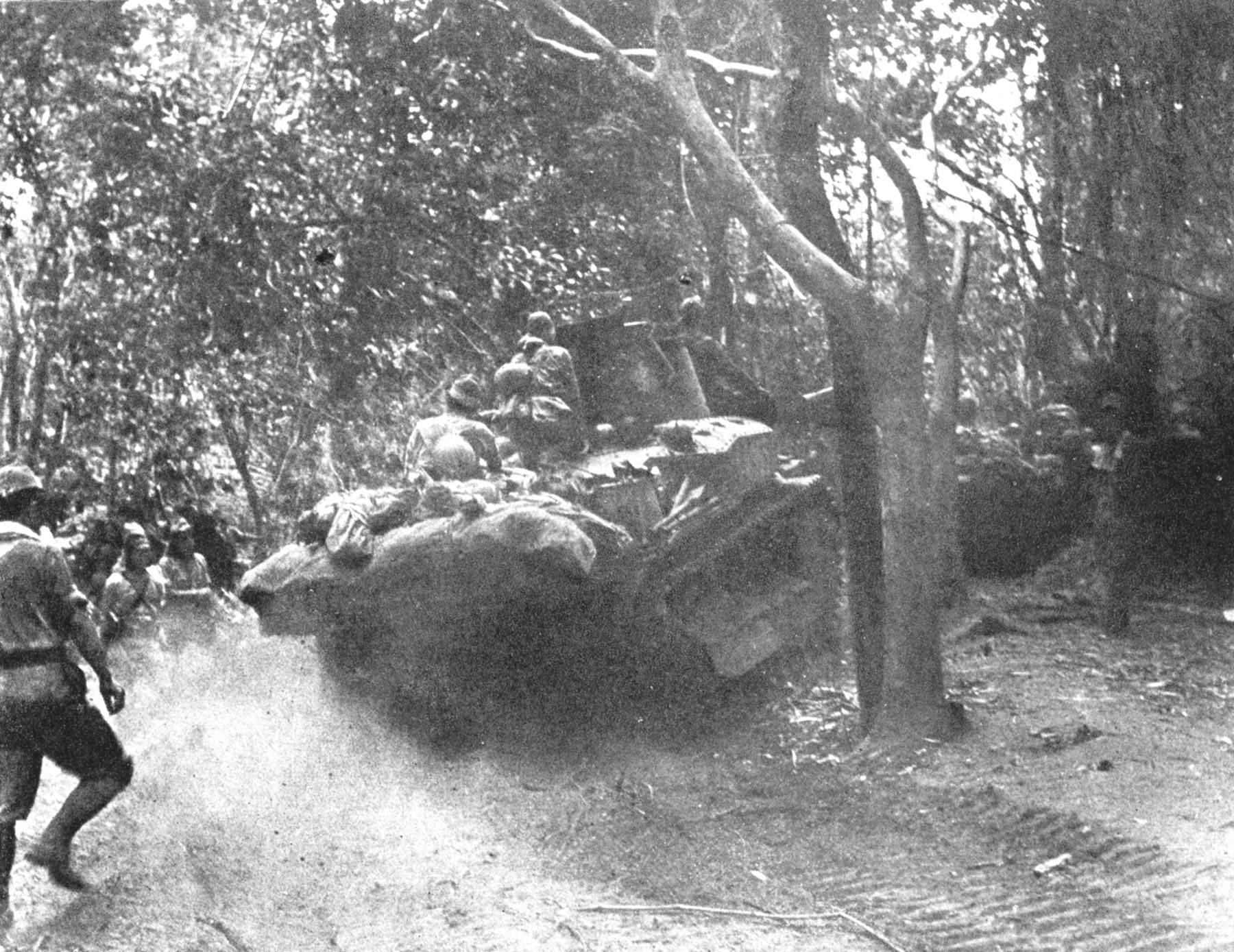
Japoński czołg i piechota atakują przez dżunglę

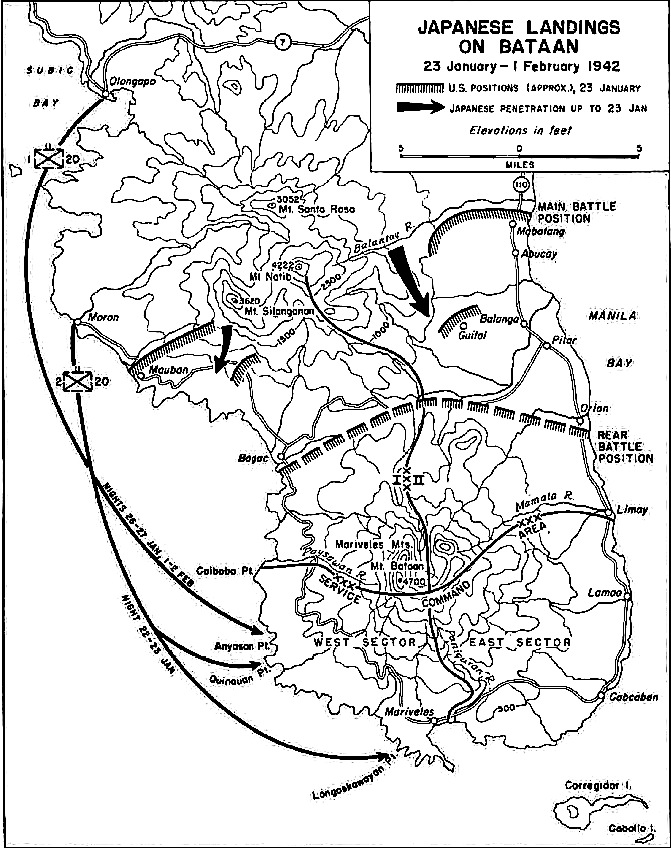
Bitwa o Points – japońskie lądowanie na Bataanie, 22 stycznia – 1 lutego 1942

Walki toczone w Punkcie Longoskawayan od 22 stycznia do 1 lutego, w Punkcie Quinauan od 22 stycznia do 8 lutego i pod Silalim – Anyasan od 27 stycznia do 13 lutego zbiorczo określano mianem „Bitwy o Punkty” (ang. Battle of the Points). Ich końcowym rezultatem było całkowite zniszczenie japońskiego 1. i 2. batalionu 20 Pułku Piechoty.
W celu oskrzydlenia I Korpusu i odizolowania obszaru dowodzonego przez zastępcę dowódcy USAFFE, gen-bryg. Allana C. McBride'a, 900 japońskich żołnierzy z 2. batalionu 20 Pułku Piechoty 16 Dywizji, dowodzonych przez Nariyoshiego Tsunehiro, wylądowało na zachodnim wybrzeżu południowego Bataanu w nocy 22 stycznia. Przechwycone przez kutry torpedowe PT-34, dwie barki zostały zatopione, a reszta rozproszona w dwóch grupach, z których żadna nie dotarła do celu w Punkcie Caibobo. Zamiast tego 300 żołnierzy wylądowało w Punkcie Longoskawayan, a pozostałych 600 w Punkcie Quinauan. Japońskie siły zostały powstrzymane przez członków filipińskich pułków policji, batalionu piechoty morskiej z USS „Bridget”, ogień z baterii Geary na Corregidorze, wsparcie USS Quail, czołgi ze 192. batalionu czołgów oraz personel 34. i 21. eskadry pościgowej. Japońskie lądowania zostały ostatecznie zepchnięte do morza dzięki pomocy jednostek z 57. i 45 Pułku Piechoty.
Oddział piechota morskiej składał się ze 150 członków obsługi naziemnej Patrol Wing Ten, 80 marynarzy z Cavite Naval Ammunition Depot i 130 marynarzy z USS „Canopus” (AS-9), ze 120 marynarzami z baz w Cavite, Olongapo i Mariveles oraz 120 marines z baterii przeciwlotniczej. Marynarze skorzystali z warsztatu maszynowego „Canopusa”, aby wytworzać prowizoryczne dwójnogi dla karabinów maszynowych odzyskanych z uszkodzonych samolotów Patrol Wing Ten. Marines zostali rozdzieleni według szeregów, a marynarzom powiedziano, aby „obserwowali ich i robili to, co oni”. Marynarze próbowali uczynić swoje białe mundury bardziej odpowiednimi do walki w dżungli, farbując je fusami z kawy. Rezultat był bliższy kolorowi żółtemu niż khaki, a pamiętnik zabitego japońskiego oficera opisywał ich jako oddział samobójców ubranych w jaskrawo kolorowe mundury i głośno rozmawiających, aby ujawnić swoje pozycje i ściągnąć na siebie ogień wroga.
25 stycznia Homma nakazał dowódcy 16 Dywizji Susumu Morioce wysłanie 200 ludzi na wsparcie przyczółka w Punkcie Quinauan. 27 stycznia po raz kolejny desant zboczył z kursu, a Japończycy wylądowali między rzekami Anyasan i Silaiim. Zostali tam powstrzymani przez 17. eskadrę pościgową i 2 Pułk Policji. 29 stycznia przybyły jednostki 45 Pułku Piechoty, aby ich wesprzeć. 1 lutego 1. batalion Mitsuo Kimury z 20 Pułku Piechoty otrzymał rozkaz udania się do Punktu Quinauan i zajęcia Góry Mariveles. 2 lutego jego 500 ludzi na barkach, wspieranych przez stawiacz min „Yaeyama”, zostało zaatakowanych z powietrza przez P-40, z morza przez PT 32 i z lądu przez artylerię. Ocaleni wycofali się do stref lądowania w Punkcie Silaiim. Edmund J. Lilly i Harold Keith Johnson przejęli dowództwo nad siłami walczącymi z japońskimi lądowaniami, w skład których wchodziły elementy 12. i 57 Pułku Piechoty, a także czołgi ze 192. batalionu czołgów. Kilka japońskich prób ucieczki drogą morską od 7 lutego zakończyło się niepowodzeniem. W końcu desperacka akcja 200 Japończyków z punktu na północy również się nie powiodła.

### Bitwa na Szlaku 2
26 stycznia 65 Brygada Nary otrzymała rozkaz ścigania wycofujących się oddziałów filipińskich i amerykańskich. Nara założył, że następna linia obronna będzie się rozciągać od Limay do Góry Mariveles. W związku z tym Nara kontynuował marsz przeciwko linii Orion – Bagac, zakładając, że składała się ona z zewnętrznych umocnień obronnych. Celem Nary było posuwanie się na południe wzdłuż Szlaku 2, a następnie wzdłuż wschodniej podstawy Góry Samat. Przeciwko Narze stanęły wojska dowodzone przez Bluemela. 27 stycznia Nara rozpoczął atak 9. i 141 Pułku Piechoty przeciwko 51 Pułkowi Piechoty na południe od rzeki Pilar. 28 stycznia 41 Pułk Piechoty przybył, aby wesprzeć 51-szy. Walki trwały przez kilka następnych dni, aż do 29 stycznia, kiedy Nara otrzymała rozkaz powrotu 9 Pułku Piechoty do 16 Dywizji. Bluemel zdecydował się na kontratak 2 lutego z 41 Pułkiem Piechoty, 51. Zespołem Bojowym i 31. batalionem inżynieryjnym, wspieranym z lewej strony przez 21 Dywizję, a z prawej przez 32 Pułk Piechoty. Do 8 lutego, uznając ataki 65 Brygady za nieudane, skutkujące ogromnymi stratami, Nara otrzymał rozkaz wycofania się na północ do drogi Pilar – Bagac.

### Bitwa o kieszenie

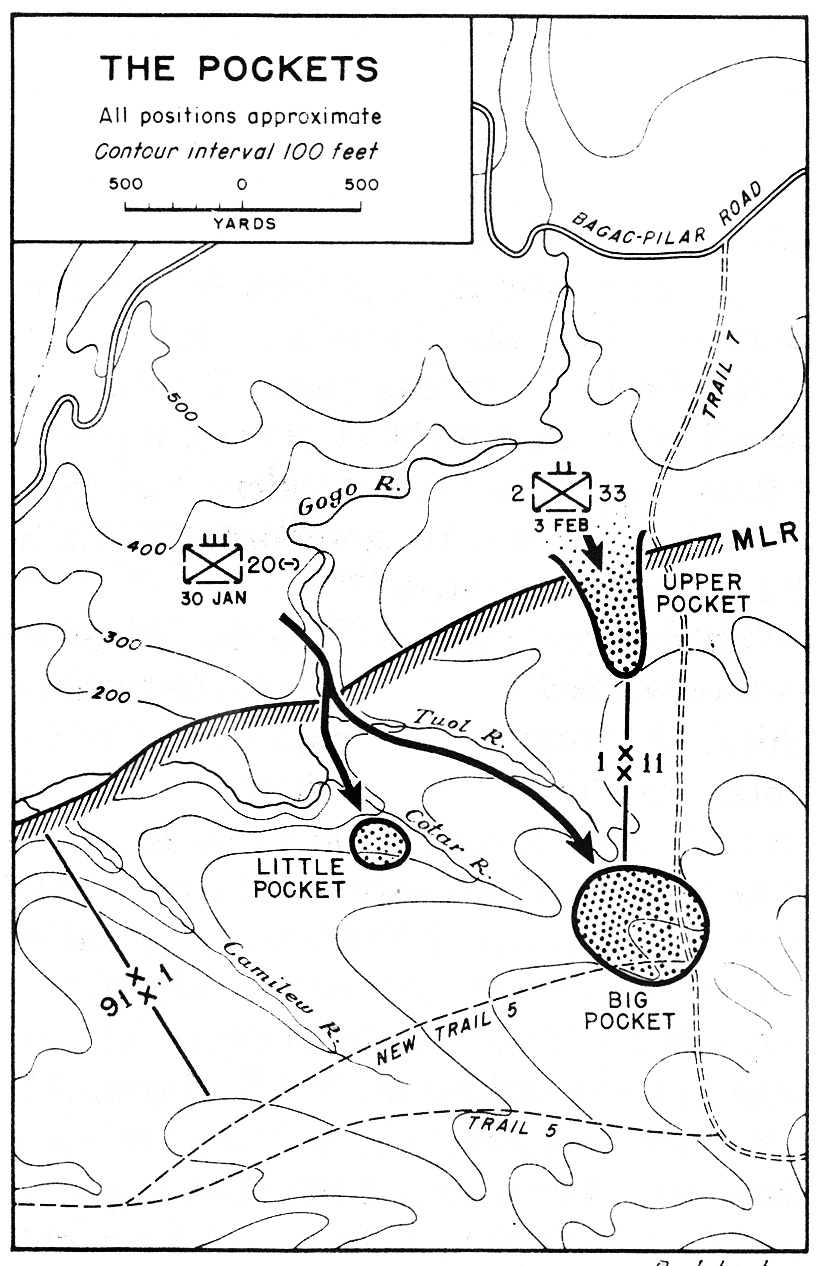
Bitwa o kieszenie na linii Orion – Bagac

28 stycznia 3. batalion Hiroshiego Nakanishiego i 20 Pułk Piechoty Yorimasy Yoshiokiego zaatakowali linię Orion – Bagac I Korpusu i zdołali przebić się na tyły 1 Dywizji wzdłuż rzeki Tuol. Japończycy zostali podzieleni na dwie kieszenie: Małą Kieszeń składającą się z około jednej kompanii i Dużą Kieszeń z 1000 ludzi. Do 5 lutego Wainwright zaangażował pięć kompanii 1 Dywizji, dwa bataliony 92 Pułku Piechoty, jeden batalion zwiadowczy, jeden batalion policji, a także czołgi z 192. batalionu czołgów i artylerię z 24 Pułku Artylerii Polowej, w celu wyeliminowania Małej i Dużej Kieszeni. 6 lutego uformował się japoński występ, Górna Kieszeń, gdy 122 Pułk Piechoty i 2. batalion 33 Pułku Piechoty wdarły się na odległość 730 metrów od Dużej Kieszeni. 7 lutego 1 Dywizja otoczyła Małą Kieszeń, która została wyeliminowana do 9 lutego. Dzięki kolejnemu atakowi na Wielką Kieszeń, Szlak 7 został zdobyty do 10 lutego. 11 lutego Yoshioka próbował wyrwać się na północ, łącząc się z ogólnym odwrotem 14 Armii przez Bataan. 15 lutego 377 Japończyków dotarło do własnych linii, a Górna Kieszeń została opuszczona. Po wyeliminowaniu japońskiego 20 Pułku Piechoty linia I Korpusu została przywrócona 26 lutego.
3 lutego por. Willibald C. Bianchi z 45 Zwiadowczego Pułku Piechoty poprowadził wzmocniony pluton przeciwko dwóm wrogim gniazdom karabinów maszynowych, uciszył je granatami i pomimo dwóch ran postrzałowych w klatkę piersiową, obsadził stanowisko przeciwlotniczego karabinu maszynowego na wieży czołgu, aż został z niej strącony przez trzecią ciężką ranę.

#### Linia Orion – Bagac

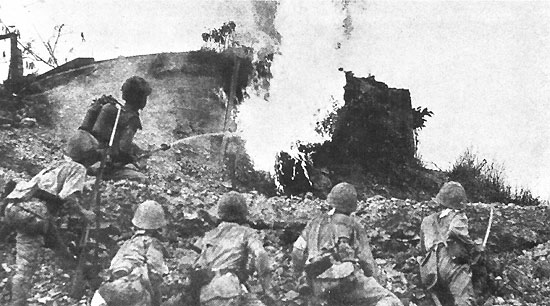
Japoński miotacz ognia w akcji przeciwko bunkrowi na linii Orion – Bagac

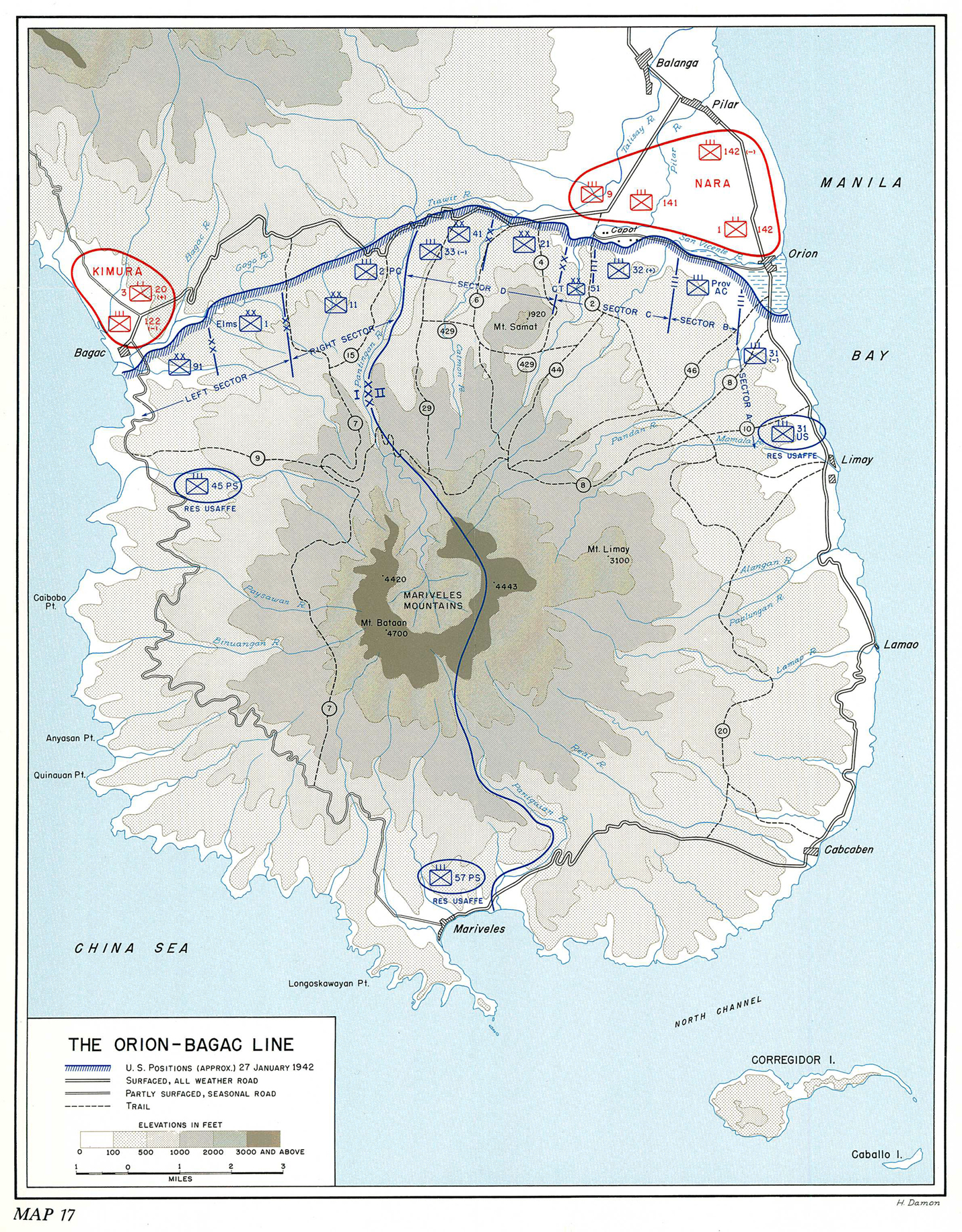
Linia Orion – Bagac, pozycje wojsk amerykańsko-filipińskich ok. 27 stycznia 1942

8 lutego Homma zdał sobie sprawę, że ma tylko trzy skuteczne bataliony piechoty na Bataanie i nakazał wstrzymanie dalszych ataków. Jego armia wycofała się na lepsze pozycje do 10 km od linii frontu i oczekiwała posiłków. Jego sztab wierzył, że „amerykański opór na Bataanie wywierał duchowy wpływ. Nie tylko Japończycy w kraju martwili się wytrwałością amerykańskiego oporu na Bataanie, ale był to także symbol dla Filipińczyków, że Amerykanie ich nie opuścili i będą im nadal pomagać”. Jednak armia MacArthura na Bataanie była teraz oblężonym garnizonem na głodowych racjach.
20 lutego prezydent Filipin Manuel Quezon, jego rodzina, wiceprezydent Filipin Sergio Osmeña, sędzia naczelny Filipin José Abad Santos i trzech wysokich oficerów filipińskiej armii zostali ewakuowani na pokładzie USS „Swordfish” (SS-193). 22 lutego MacArthur otrzymał rozkaz opuszczenia kraju. Wainwright objął dowództwo nad Luzon Force, a następnie nad wszystkimi Zjednoczonymi Siłami na Filipinach (United Forces in the Philippines, USFIP) 21 marca, podlegając MacArthurowi, gen. mjr. Edward P. King przejął dowództwo nad Luzon Force. Jones przejął dowództwo nad I Korpusem, Parker pozostał dowódcą II Korpusu, podczas gdy Lewis C. Beebe został zastępcą szefa sztabu MacArthura.
W nocy 12 marca MacArthur, jego rodzina i kilku oficerów sztabowych USAFFE opuściło Corregidor i udało się na wyspę Mindanao na pokładzie czterech kutrów torpedowych typu PT dowodzonych przez kmdr. por. Johna D. Bulkeleya. Za ten i szereg innych wyczynów dokonanych w ciągu czterech miesięcy i ośmiu dni Bulkeley został odznaczony Medalem Honoru, Krzyżem Marynarki Wojennej, Krzyżem Wybitnej Służby i innymi odznaczeniami. MacArthur został ostatecznie przetransportowany samolotem do Australii, gdzie przekazał Filipińczykom swoją słynną obietnicę „Wrócę”.
17 marca Washington powiadomił Wainwrighta o bezpiecznym przybyciu MacArthura do Australii. Ponadto w wiadomości stwierdzono: „Zakładam, że jesteście w pełni zaznajomieni z różnymi środkami, które zostały wprowadzone w celu przełamania blokady i częściowego zaopatrzenia naszych sił w niezbędne materiały. W celu zapewnienia wam pewnego wsparcia powietrznego umieszczamy jeden lub dwa P-40 w skrzyniach na każdym łamaczu blokady, w tym sześć przebudowanych niszczycieli, z których wiodące statki są teraz w drodze przez Hawaje”. Z tych sześciu łamaczy: „Masaya”, „Matagalpa”, „Teapa”, „Margaret Schafer”, „Mount Baker” i „Texada”, tylko dwa pierwsze dotarły do Hawajów i zostały przekierowane do Australii. Inne łamacze blokady wysłane na Filipiny to „Don Isidro”, „Coast Farmer”, „Dona Nati” i „Anhui”, ale tylko trzy ostatnie odniosły częściowy sukces. Próby dostarczenia zaopatrzenia za pomocą łodzi podwodnych, w tym „Seawolf”, „Trout”, „Seadragon”, „Permit” i „Sargo”, również odniosły tylko częściowy sukces. Pod koniec lutego ryż i mąka się skończyły.
23 lutego szef sztabu Hommy Masami Maeda został zastąpiony przez Takaji Wachiego, a plany zostały opracowane na kwietniową ofensywę. Wzmocnienia obejmowały dodatkowych ludzi z 16 Dywizji i 65 Brygady, a także 4 Dywizję Piechoty Kenzo Kitano i 21 Dywizję Kameichiro Nagano. Wachi zauważył, że „armia japońska została poważnie pobita przez armię filipińską. [Wroga] artyleria była tak celna i potężna, że armia japońska najbardziej się jej obawiała”. Dlatego do Grupy Artylerii Kishio Kitajimy dodano dodatkową artylerię, w tym moździerze 300 mm, haubice Type 45 240 mm, moździerze i haubice 150 mm oraz działa górskie 75 mm. 22 Brygada Powietrzna Kizo Mikamiego została również wzmocniona o 60. i 62 Pułk Ciężkich Bombowców. 1. kompania balonowa zapewniała dodatkowe obserwacje lotnicze. 22 marca King odrzucił ofertę honorowej kapitulacji, w której Japończycy powoływali się na klęskę aliantów w bitwach o Singapur i Holenderskie Indie Wschodnie.
Do 3 kwietnia Luzon Force Kinga składała się z 79 000 żołnierzy, z czego 32 600 w I Korpusie i 28 000 w II Korpusie. Jednak niedożywienie, choroby i zmęczenie ograniczały ich siłę. Siły lotnicze Kinga zostały ponadto zredukowane do dwóch P40 i dwóch P-35. Lewy Sektor I Korpusu był utrzymywany przez 91. i 1 Dywizję Luthera Stevensa, podczas gdy Prawy Sektor był utrzymywany przez 11 Dywizję Broughera i 2 Pułk Policji. Sektor A II Korpusu został obsadzony przez filipiński 31 Pułk Piechoty Johna Irwina, Sektor B przez Pułk Tymczasowego Korpusu Lotniczego Irvina Doane'a, Sektor C przez 32 Pułk Piechoty Clifforda Bluemela i 51. zespół bojowy, Sektor D przez 21. i 41 Dywizję Maxona Lougha, podczas gdy Sektor E był utrzymywany przez amerykański 31. i 57 Pułk Piechoty Guillermo B. Francisco.

### Upadek Bataanu

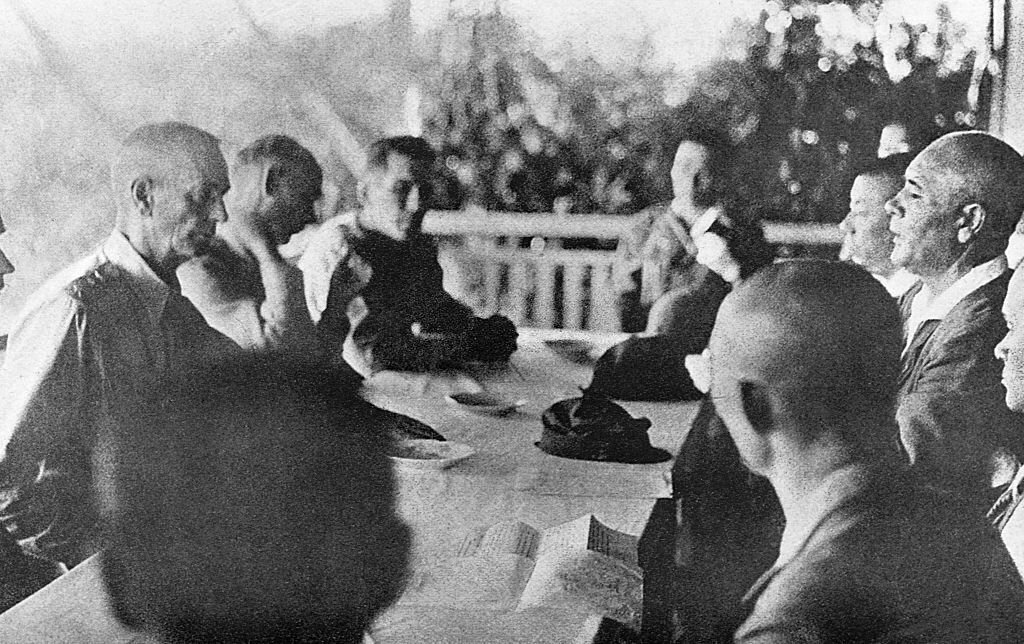
Gen. Wainwright i jego sztab negocjują kapitulację Bataanu z gen. Hommą, Cabcaben, 6 maja 1942

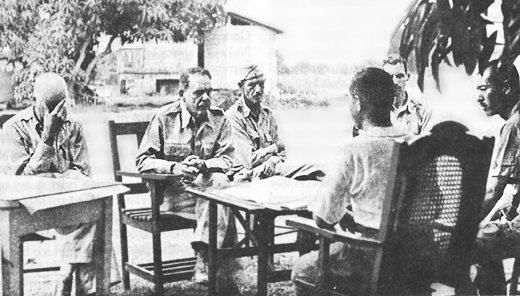
Gen. mjr King negocjuje warunki kapitulacji

3 kwietnia o 15:00 Homma planował zaatakować linię Orion – Bagac, używając 4 Dywizji do przełamania lewej flanki II Korpusu wzdłuż Góry Samat, by następnie przejść na południowy wschód do Zatoki Manilskiej. 65 Brygada Nary miała nacierać po prawej stronie Kitano, podczas gdy 21 Dywizja miała być siłą dywersyjną na prawej flance II Korpusu, a 16 Dywizja odwrócić I Korpus. Homma spodziewał się, że Bataan padnie w ciągu miesiąca. 23 marca rozpoczęło się japońskie bombardowanie lotnicze.
3 kwietnia o 9:00 rozpoczął się ostrzał ze 196 dział Kishio Kitajimy, któremu towarzyszyło 150 lotów bojowych 22 Brygady Powietrznej Kizo Mikamai. O godzinie 15:00 65 Brygada Nary ruszyła na południe wzdłuż Szlaku 29 między rzekami Catamon i Pantingan, podczas gdy Kureo Taniguchi prowadził prawe skrzydło 4 Dywizji na południe wzdłuż Szlaku 6. Pod koniec dnia 42. i 43 Pułk Piechoty 41 Dywizji znajdowały się w odwrocie.
4 kwietnia japoński ostrzał artyleryjski i naloty lotnicze trwały nadal. 65 Brygada kontynuowała swoje natarcie na południe Szlakiem 29, podczas gdy 41 Dywizja kontynuowała swój odwrót. Teraz lewe i prawe skrzydło japońskiej 4 Dywizji zmusiło 21., 22. i 23 Pułk Piechoty 21 Dywizji do odwrotu. Następnie King zaangażował swoje rezerwy Luzon Force, aby zapobiec całkowitemu załamaniu się Sektora D.
5 kwietnia japońskie prawe skrzydło zdobyło Górę Samat z 41. baterią artylerii i ruszyło w dół południowych zboczy. 51. zespół bojowy w sektorze C został zaatakowany. Wainwright, wizytując front II Korpusu, nakazał kontratak amerykańskiego 31 Pułku Piechoty Jaspera Brady'ego, 45. i 57 Pułku Piechoty na następny dzień. Jednak jednocześnie Wainwright próbował przekazać MacArthurowi: „Żołnierze otrzymywali połowę racji żywnościowych przez trzy miesiące, a teraz otrzymują jeszcze mniej, co powoduje znaczną utratę sił fizycznych i choroby”. Próba kontrataku okazała się daremna, a obrońcy zostali zmuszeni do wycofania się na wschodni brzeg rzeki San Vicente. Według Whitmana pod koniec 6 kwietnia „armia generała Hommy zniszczyła dwie dywizje, 21. i 41., oraz jeden pułk, 51. Homma odciął również dwa pułki od głównego obszaru walk, 41. i 45., i odizolował kwaterę główną Sektora D od jego żołnierzy. Lewa flanka II Korpusu została rozbita, oba korpusy rozdzielone, Góra Samat stracona, artyleria niemal całkowicie zneutralizowana, a tyły II Korpusu Parkera są otwarte na japońską penetrację”.
7 kwietnia japońska ofensywa uderzyła w Sektor C Bluemela, a wkrótce linia San Vicente załamała się. Najpierw wycofując się do rzeki Mamala, ostatecznie do resztek 31. i 57 Pułku Piechoty Bluemela dołączył 26 Pułk Kawalerii nad rzeką Alangan. Po ich prawej stronie znajdowały się resztki sektorów A i B Irwina. Podobnie, I Korpus wycofał się do rzeki Binuangan. Ofensywa Hommy dokonała w ciągu 5 dni tego, co według planów miało zająć miesiąc, przy minimalnych stratach własnych.
8 kwietnia Bluemel został zmuszony do dalszego odwrotu wzdłuż Szlaku 20 do rzeki Lamao. Powiedziano mu, że musi utrzymać tę linię tylko do następnego dnia, kiedy to „samochód z białą flagą przejedzie przez linie na wschodniej drodze o świcie”. King oświadczył: „Uważam, że dalszy opór tylko bezsensownie pochłonie ludzkie życie”. Wainwright wysłał wiadomość do MacArthura: „Żołnierze są tak osłabieni niedożywieniem, że nie mają siły stawiać oporu”. Pielęgniarki ze szpitali nr 1 i 2 zostały ewakuowane na Corregidor, pozostawiając 24 000 chorych i rannych. Tej nocy zniszczono składy i magazyny, ponieważ ostatnie dwa P-40, dwa P-35 i J2F Duck z Carlosem P. Romulo na pokładzie uciekły na południe z lotnisk Bataan i Cabcaben. „Dewey”, „Bittern” i „Canopus” zostały zatopione.
Na całej długości frontu bitwy jednostki I Korpusu, wraz z resztkami II Korpusu, rozpadły się i ruszyły na tyły. Dowódcy na Bataanie stracili wszelki kontakt ze swoimi jednostkami, z wyjątkiem gońców w kilku przypadkach. W ciągu ostatnich dwóch dni obrony drogi na południe były zablokowane przez uchodźców i uciekających żołnierzy, z których część ewakuowano na pokładzie „YAG-4” z bazy morskiej Mariveles.
9 kwietnia King spotkał się najpierw z Nagano przy moście na rzece Lamao, który następnie poprowadził grupę Kinga do farmy, oczekując na przybycie płk. Motoo Nakayamy, starszego oficera operacyjnego 14 Armii. Jednak Nakayama mógł zaakceptować jedynie kapitulację wszystkich sił na Filipinach, a nie na ograniczonym obszarze. Następnie King został odwieziony do szkoły podstawowej w Balanga na przesłuchanie i wykonanie zdjęć. Według Johna Whitmana „nie przygotowano ani nie podpisano żadnego dokumentu kapitulacyjnego, ani nie podjęto próby sformułowania warunków kapitulacji”.
Transmisja radiowa – Voice of Freedom – Tunel Malinta – Corregidor – 9 kwietnia 1942 roku:

Bataan upadł. Filipińsko-amerykańskie wojska na tym spustoszonym wojną i splamionym krwią półwyspie złożyły broń. Z głowami zakrwawionymi, ale podniesionymi, poddali się przeważającym siłom wroga.
Świat długo będzie pamiętał heroiczną walkę, którą filipińscy i amerykańscy żołnierze stoczyli w dżungli i wzdłuż surowego wybrzeża Bataanu. Stawali bez skargi pod ciągłym i wyczerpującym ostrzałem wroga przez ponad trzy miesiące. Oblężeni na lądzie i zablokowani przez morze, odcięci od wszelkich źródeł pomocy na Filipinach i w Ameryce, nieustraszeni wojownicy zrobili wszystko, co ludzka wytrzymałość mogła znieść.
Bo to, co podtrzymywało ich przez wszystkie te miesiące nieustannej walki, to siła, która była czymś więcej niż tylko siła fizyczna. To była siła niezwyciężonej wiary – coś w sercu i duszy, czego fizyczne trudności i przeciwności nie mogły zniszczyć. To była myśl o ojczyźnie i wszystkim, co jest jej najdroższe, myśl o wolności, godności i dumie z tych najcenniejszych ze wszystkich naszych ludzkich wartości.
Przeciwnik, dumny ze swojej potęgi i triumfu, nie odda naszym żołnierzom nic mniej niż odwagę i hart ducha, jakie jego własne wojska wykazały w bitwie. Nasi ludzie stoczyli odważną i zaciętą walkę. Cały świat zaświadczy o nadludzkiej wytrzymałości, z jaką wytrwali do końca w obliczu przytłaczających okoliczności.
Ale decyzja musiała nadejść. Żołnierze walczący pod sztandarem niezachwianej wiary składają się z czegoś więcej niż ciała, ale nie są zrobieni z nierdzewnej stali. Ciało musi w końcu ustąpić, wytrzymałość topnieje, a koniec bitwy musi nadejść.
Bataan upadł, ale duch, który go podtrzymywał – latarnia morska dla wszystkich kochających wolność narodów świata – nie może upaść!

## Następstwa

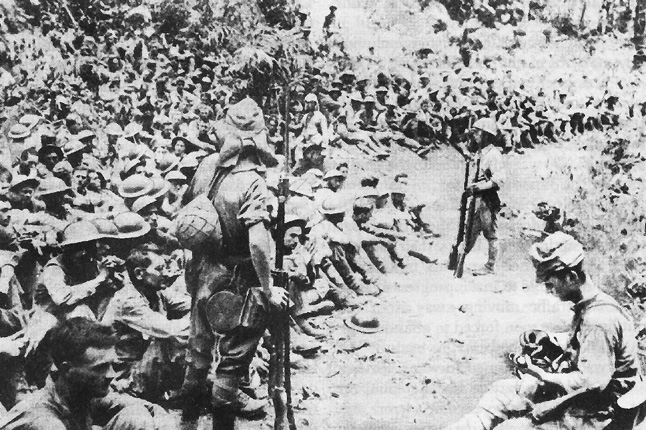
Japońscy żołnierze pilnują amerykańskich i filipińskich jeńców wojennych

Trwający opór sił amerykańsko-filipińskich na Bataanie po upadku Singapuru i Holenderskich Indii Wschodnich był pokrzepiającą nowiną dla narodów alianckich. Jednak wydłużenie czasu obrony było w dużej mierze wynikiem przeniesienia 48 Dywizji z armii Hommy w krytycznym momencie bitwy i wyczerpania osłabionych sił japońskich, które tam pozostały. Dlatego zdobycie Bataanu i Corregidoru kosztowało znacznie silniejszą armię Hommy tyle samo dni walki, ile armia japońska potrzebowała, aby zdobyć Malaje i Singapur.
Poddanie się Bataanu przyspieszyło upadek Corregidoru, który miał miejsce miesiąc później. Istnieje teoria, że bez przedłużającej się bitwy o Bataan Japończycy mogliby szybko zająć wszystkie bazy USA na Pacyfiku i szybko najechać Australię. Willoughby, oficer wywiadu MacArthura, twierdził po wojnie, że heroiczna obrona na Bataanie i Corregidorze stała się decydującym czynnikiem w ostatecznym zwycięstwie w wojnie, że zakłóciła japoński harmonogram „w sposób, który miał okazać się kluczowy” i że „z powodu Bataanu Japończycy nigdy nie zdołali oddelegować wystarczającej liczby żołnierzy, samolotów, statków i materiałów, aby utrzymać Guadalcanal”. Według Gavina Longa, zamiast pozwolić operacjom na Luzonie zakłócić ich ogólny plan strategiczny, Japończycy podjęli kroki, które skutkowały przedłużeniem oporu na Luzonie, aby przyspieszyć podbój Indii. Pomiędzy rozpoczęciem ich marszu na Wyspy Salomona a amerykańskim kontratakiem na Guadalcanalu w sierpniu, trzy miesiące po upadku Corregidoru, dysponowali wystarczającą liczbą żołnierzy, aby zbudować swoją siłę na Morzach Południowych.
Jednak historyk Teodoro Agoncillo twierdzi, że bitwa była „niepotrzebna, jeśli chodzi o marnowanie cennych istnień ludzkich, ponieważ nie służyła żadnemu celowi strategicznemu”. Tylko Yamashita brał pod uwagę inwazję na Australię, czego nie poparł premier Hideki Tōjō. Według samego Hommy USAFFE posiadało przewagę liczebną i mogło łatwo odbić Manilę.
Japończycy byli znacznie opóźnieni w swoim ogólnym planie strategicznym (nie licząc dobrze przeprowadzonej i szybkiej kampanii w Holenderskich Indiach Wschodnich) przez opór ostatnich pozycji na Bataanie i Corregidorze, co można udowodnić tym, że Imperialna Kwatera Główna nie była zadowolona z powolnego tempa zdobywania Luzonu, ponieważ pierwotne oczekiwania wobec sił japońskich polegały na pokonaniu sił USAFFE i osiągnięciu całkowitego zwycięstwa na Filipinach do połowy lutego. Wycofanie Floty Azjatyckiej z Filipin pod koniec grudnia 1941 roku, a także porzucenie Filipin przez Flotę Pacyfiku w wyniku ataku na Pearl Harbor sprawiły, że Japończycy spodziewali się nagłego załamania i poddania się sił MacArthura w ciągu miesiąca. Homma został zwolniony ze stanowiska dowódcy po kapitulacji ostatnich sił alianckich na Filipinach w czerwcu 1942 roku, a on sam został upokorzony i obwiniony za tę poważną utratę prestiżu japońskiej armii. Przez resztę wojny służył na stanowiskach biurowych jako pozbawiony wpływów oficer rezerwy w Japonii.
Po ponad 60 000 filipińskich i 15 000 amerykańskich jeńców wojennych zostało zmuszonych do przejścia w Bataańskim Marszu Śmierci. Około 10 000 – 12 000 z nich udało się uciec, aby tworzyć oddziały partyzanckie w górach, walczące z Japończykami przez kolejne lata okupacji. 7 września 1944 roku japoński statek „Shin’yō Maru” został zatopiony przez USS „Paddle”; na pokładzie „Shinyo Maru” znajdowali się amerykańscy jeńcy wojenni, z których 668 zginęło, a tylko 82 przeżyło.
Po ponad dwóch latach walk na Pacyfiku 20 października 1944 roku MacArthur zainicjował Kampanię Wyzwolenia Filipin, spełniając swoją obietnicę powrotu do kraju, który opuścił w 1942 roku.

## Pamięć

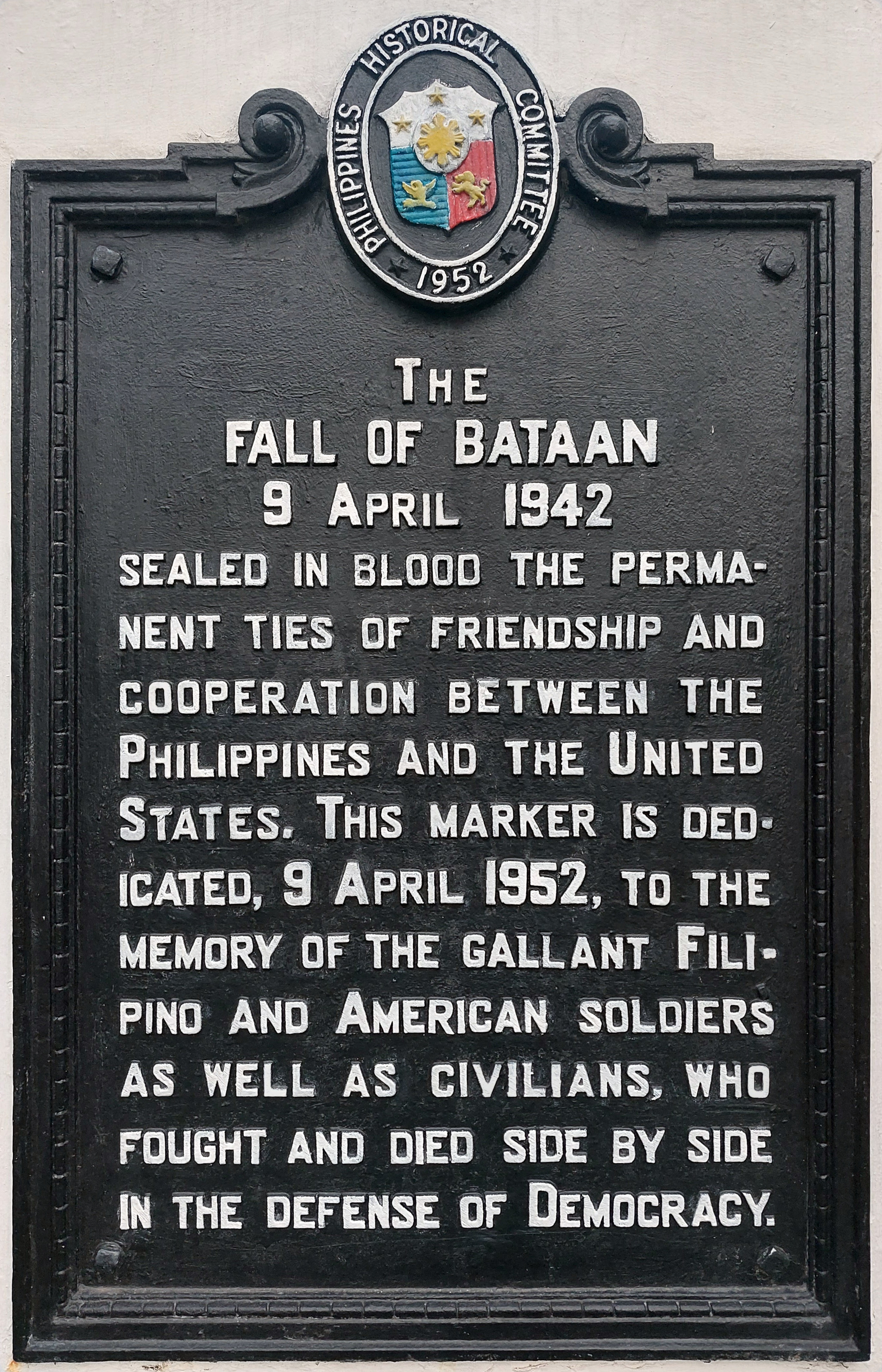
Tablica upamiętniająca upadek Bataanu po heroicznej obronie, teren Kapitolu Prowincji Bataan

9 kwietnia, dzień, w którym Bataan wpadł w ręce Japończyków, został ogłoszony świętem narodowym na Filipinach. Wcześniej nazywany Dniem Bataan, obecnie jest obchodzony jako Dzień Waleczności lub Araw ng Kagitingan, upamiętniając zarówno upadek Bataanu, jak i Corregidoru. Dambana ng Kagitingan (Świątynia Waleczności) to pomnik wojenny wzniesiony na szczycie Góry Samat. Teren pomnika obejmuje kolumnadę, w której znajduje się ołtarz, esplanada i muzeum. Na szczycie góry znajduje się pamiątkowy krzyż.
USS „Bataan” (LHD-5), oddany do służby 20 września 1997 roku uniwersalny okręt desantowy typu Wasp upamiętnia „tych, którzy służyli i poświęcili się na Filipinach w imię wolności na Pacyfiku”. USS „Bataan” (CVL-29), oddany do służby 17 listopada 1943 roku lotniskowiec typu Independence upamiętniał „tych, którzy służyli i poświęcili się na Filipinach w imię wolności na Pacyfiku” aż do jego wycofania ze służby 9 kwietnia 1954 roku.
Pomnik Bataan Death March Memorial, odsłonięty w kwietniu 2001 roku, jest jedynym pomnikiem sfinansowanym przez rząd federalny USA poświęconym ofiarom Bataańskiego Marszu Śmierci. Pomnik został zaprojektowany i wyrzeźbiony przez artystę Kelley Hestera i znajduje się w Veterans Park wzdłuż Roadrunner Parkway w Nowym Meksyku.
Bataan-Corregidor Memorial Bridge to most zwodzony na State Street w Chicago w stanie Illinois, przerzucony nad rzeką Chicago. Został zbudowany w 1949 roku i ponownie poświęcony 9 kwietnia 1998 roku, upamiętniając Dzień Walecznych, a także setną rocznicę deklaracji niepodległości Filipin od Hiszpanii w 1898 roku.

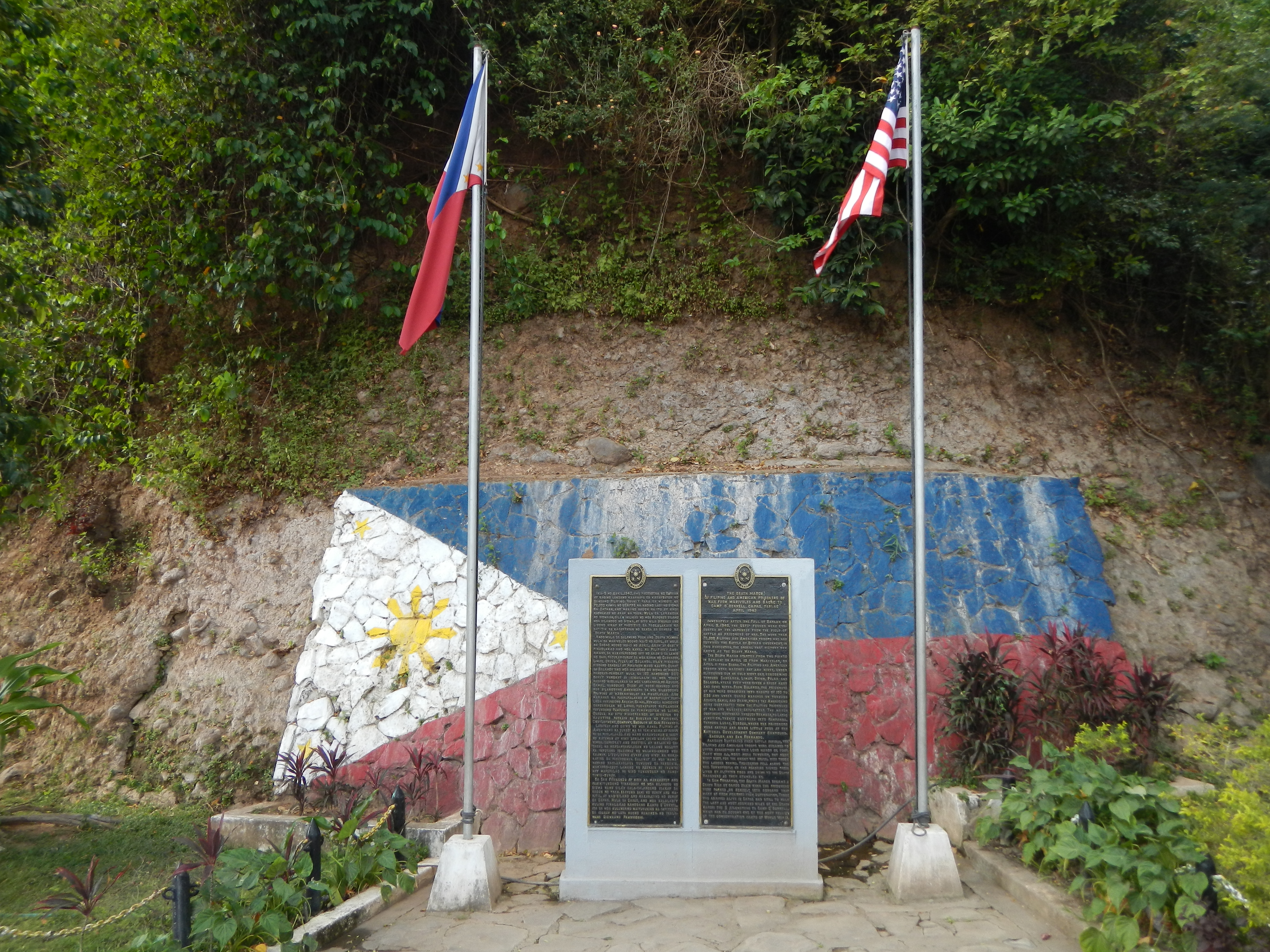
Mariveles, Bataan Memorial Shrine (km 0, punkt startowy Bataańskiego Marszu Śmierci)
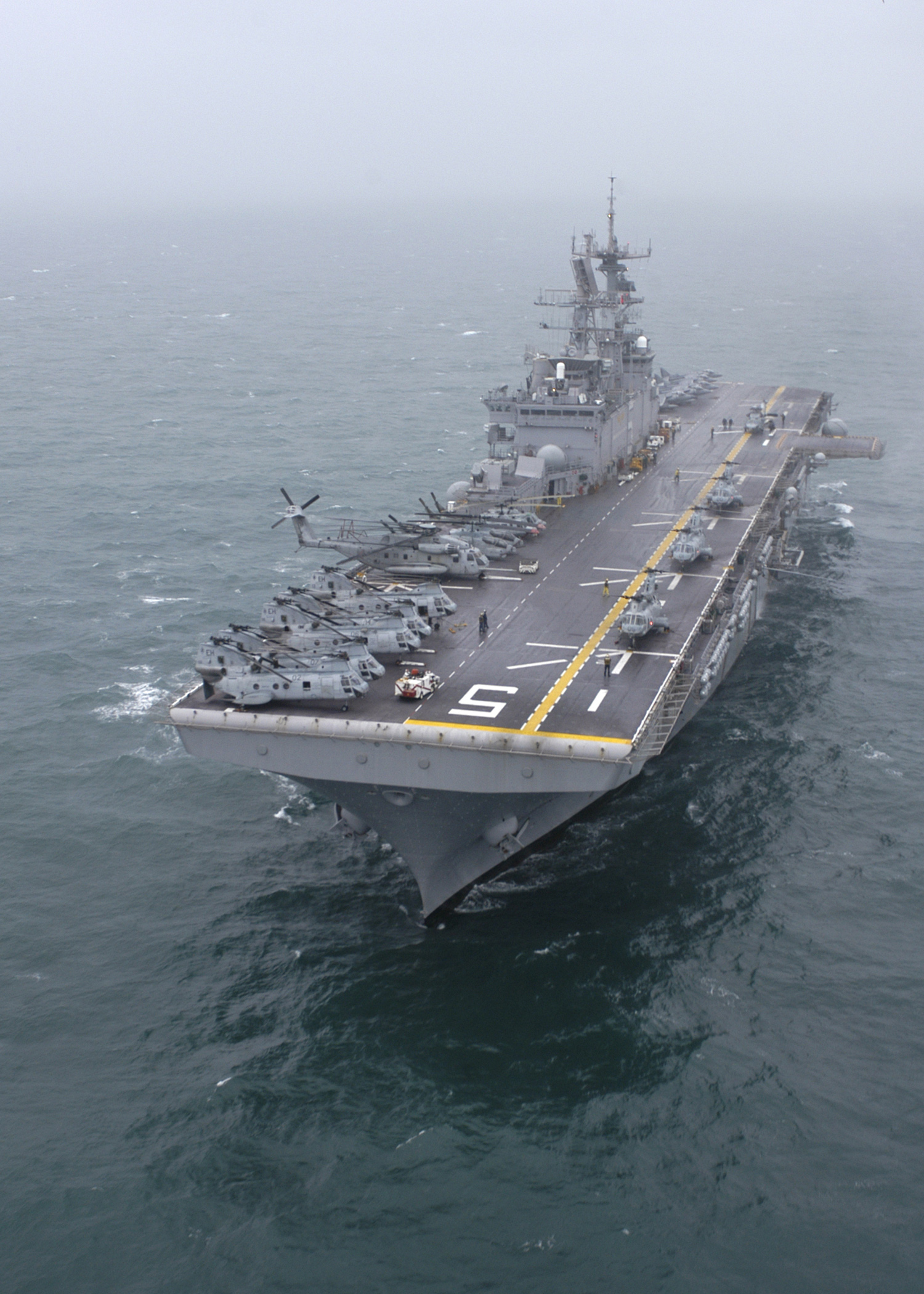
USS „Bataan” (LHD-5)
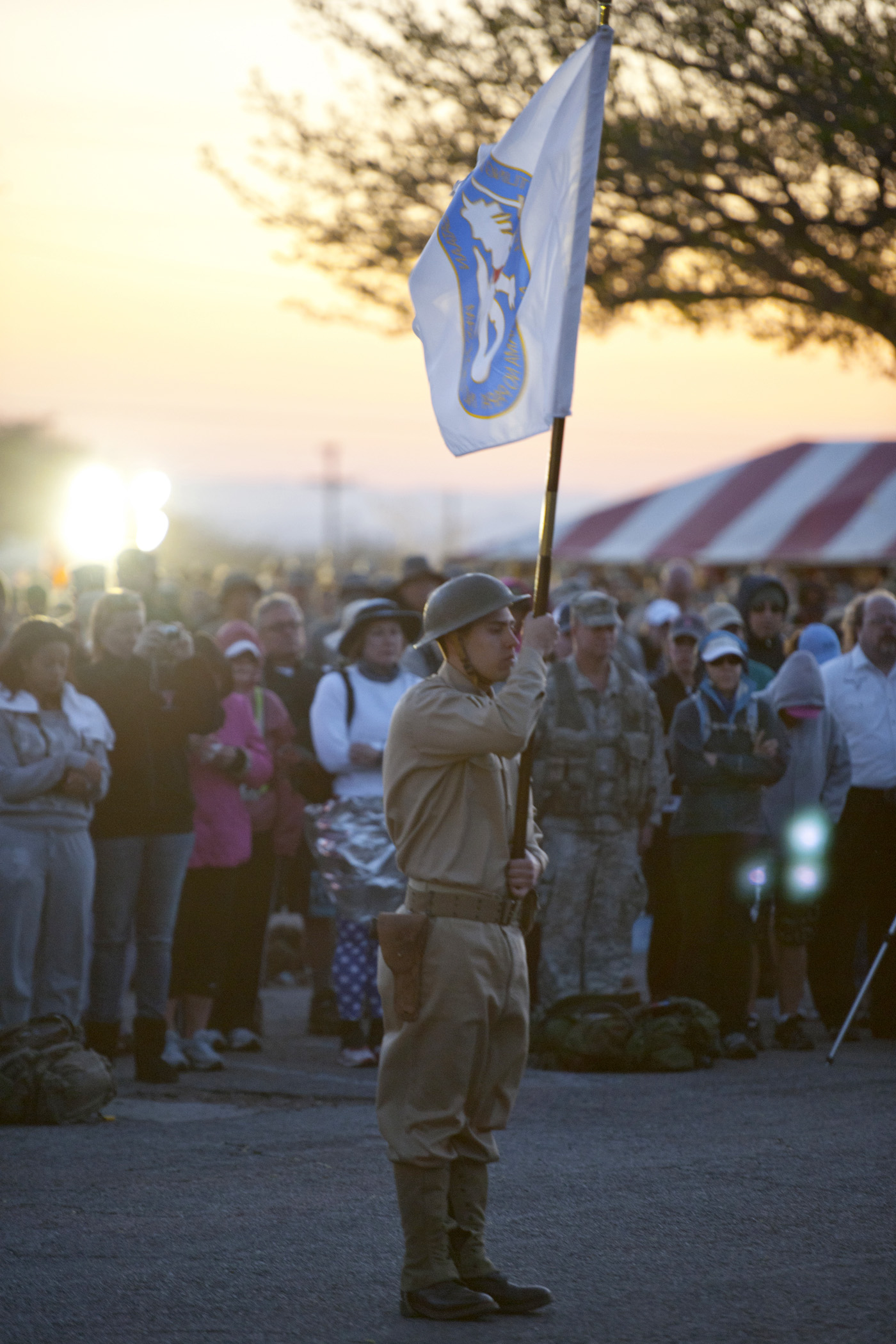
Żołnierz armii amerykańskiej w mundurze według wzoru z 1942 roku prezentuje flagę „Battling Bastards of Bataan” podczas ceremonii otwarcia Bataan Death March Memorial